# Моя зломлена Маріко
Моя зломлена Маріко (яп. マイ・ブロークン・マリコ, Mai Burōkun Mariko) — японська веб-манґа, написана та проілюстрована Вакою Хірако. Виходила на сайті японської джьосей манґи Comic Bridge видавництва Kadokawa з липня по грудень 2019 року. В Україні офіційно публікується видавництвом Nasha idea.

## Сюжет
Шіно й Маріко дружили багато років. Усі ці роки теплі взаємини із Ші були єдиною опорою для Маріко — дівчини зі складною долею, яка зазнавала численних знущань та страждала від депресії. Завдяки подрузі вона трималася — поки врешті не стало сил… 
Коли Маріко вчиняє самогубство, Шіно шокована. Їй вкрай потрібно зрозуміти, чому найближча подруга пішла на це. Чому не прийшла до неї. Вони ж найрідніші у світі! Шіно хоче відповідей, яких уже ніколи не отримає. Проте вона таки спробує вшанувати пам’ять Маріко, знайшовши для неї останній прихисток та пройшовши востаннє дорогою їхньої дружби.

## Медіа

### Манґа
«Моя зломлена Маріко», написана та проілюструвана Вакою Хірако, була серіалізована на веб-сайті японської джьосей манґи Comic Bridge видавництва Kadokawa з 16 липня по 17 грудня 2019 року. Kadokawa зібрав чотири розділи в одному томі танкобон, випущеному 8 січня 2020 року.
В Україні манґа була ліцензована видавництвом Nasha idea. Том вийшов 6 грудня 2024 року.

### Жива адаптація
У січні 2022 року було оголошено, що манґа отримає екранізацію у вигляді ігрового фільму з Мей Нагано в ролі Шіно. Прем'єра відбулася 30 вересня 2022 року.

## Сприйняття
«Моя зломлена Маріко» виграла премію Bros. Comic Award 2020 журналу TV Bros від Tokyo News Services. Твір отримав нагороду «Нове обличчя» на 24-му Японському фестивалі медіа-мистецтва у 2021 році. Манґа посіла четверте місце в списку найкращої манґи 2021 року для читачок Kono Manga ga Sugoi від Takarajimasha.